# Mecze reprezentacji Polski w piłce nożnej mężczyzn prowadzonej przez Jerzego Engela
Zestawienie spotkań Reprezentacji Polski pod wodzą Jerzego Engela.

## Oficjalne spotkania międzynarodowe
| Nr | Przeciwnik        | Miejsce   | Data                 | Impreza                                | Wynik (Polska – przeciwnik) | Przypisy |
| -- | ----------------- | --------- | -------------------- | -------------------------------------- | --------------------------- | -------- |
| 1  | Hiszpania         | Cartagena | 26 stycznia 2000     | mecz towarzyski                        | 0:3                         |          |
| 2  | Francja           | Paryż     | 23 lutego 2000       | mecz towarzyski                        | 0:1                         |          |
| 3  | Węgry             | Debreczyn | 29 marca 2000        | mecz towarzyski                        | 0:0                         |          |
| 4  | Finlandia         | Poznań    | 26 kwietnia 2000     | mecz towarzyski                        | 0:0                         |          |
| 5  | Holandia          | Lozanna   | 4 czerwca 2000       | mecz towarzyski                        | 1:3                         |          |
| 6  | Rumunia           | Bukareszt | 16 sierpnia 2000     | mecz towarzyski                        | 1:1                         |          |
| 7  | Ukraina           | Kijów     | 4 września 2000      | eliminacje mistrzostw świata 2002      | 3:1                         |          |
| 8  | Białoruś          | Łódź      | 7 października 2000  | eliminacje mistrzostw świata 2002      | 3:1                         |          |
| 9  | Walia             | Warszawa  | 11 października 2000 | eliminacje mistrzostw świata 2002      | 0:0                         |          |
| 10 | Islandia          | Warszawa  | 15 listopada 2000    | mecz towarzyski                        | 1:0                         |          |
| 11 | Szwajcaria        | Larnaka   | 28 lutego 2001       | mecz towarzyski                        | 4:0                         |          |
| 12 | Norwegia          | Oslo      | 24 marca 2001        | eliminacje mistrzostw świata 2002      | 3:2                         |          |
| 13 | Armenia           | Warszawa  | 28 marca 2001        | eliminacje mistrzostw świata 2002      | 4:0                         |          |
| 14 | Szkocja           | Bydgoszcz | 25 kwietnia 2001     | mecz towarzyski                        | 1:1                         |          |
| 15 | Walia             | Cardiff   | 2 czerwca 2001       | eliminacje mistrzostw świata 2002      | 2:1                         |          |
| 16 | Armenia           | Erywań    | 6 czerwca 2001       | eliminacje mistrzostw świata 2002      | 1:1                         |          |
| 17 | Islandia          | Reykjavík | 15 sierpnia 2001     | mecz towarzyski                        | 1:1                         |          |
| 18 | Norwegia          | Chorzów   | 1 września 2001      | eliminacje mistrzostw świata 2002      | 3:0                         |          |
| 19 | Białoruś          | Mińsk     | 5 września 2001      | eliminacje mistrzostw świata 2002      | 1:4                         |          |
| 20 | Ukraina           | Chorzów   | 6 października 2001  | eliminacje mistrzostw świata 2002      | 1:1                         |          |
| 21 | Kamerun           | Poznań    | 14 listopada 2001    | mecz towarzyski                        | 0:0                         |          |
| 22 | Wyspy Owcze       | Limassol  | 10 lutego 2002       | mecz towarzyski                        | 2:1                         |          |
| 23 | Irlandia Północna | Limassol  | 13 lutego 2002       | mecz towarzyski                        | 4:1                         |          |
| 24 | Japonia           | Łódź      | 27 marca 2002        | mecz towarzyski                        | 0:2                         |          |
| 25 | Rumunia           | Bydgoszcz | 17 kwietnia 2002     | mecz towarzyski                        | 1:2                         |          |
| 26 | Estonia           | Warszawa  | 18 maja 2002         | mecz towarzyski                        | 1:0                         |          |
| 27 | Korea Południowa  | Pusan     | 4 czerwca 2002       | Mistrzostwa Świata w Piłce Nożnej 2002 | 0:2                         |          |
| 28 | Portugalia        | Jeonju    | 10 czerwca 2002      | Mistrzostwa Świata w Piłce Nożnej 2002 | 0:4                         |          |
| 29 | Stany Zjednoczone | Daejeon   | 14 czerwca 2002      | Mistrzostwa Świata w Piłce Nożnej 2002 | 3:1                         |          |

## Bilans
|        | zwycięstwa | remisy | porażki |
| ogółem | 12         | 9      | 8       |

|        | strzelone | stracone |
| ogółem | 41        | 34       |